# Натуральне сільське господарство

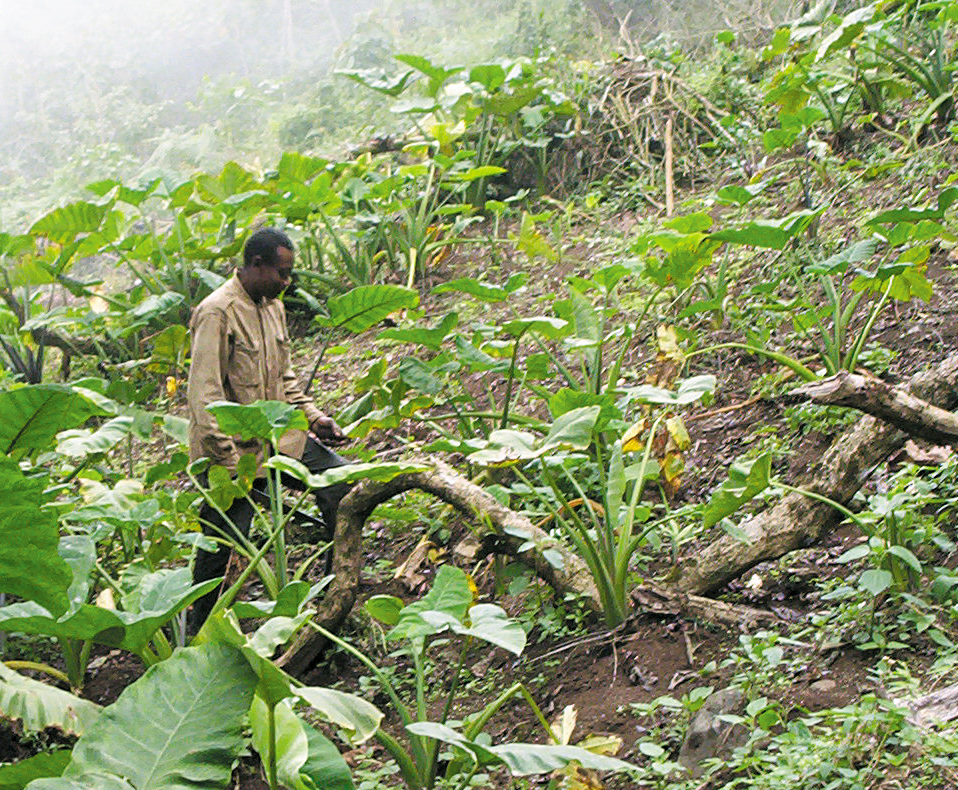
Фермер Баквері працює на своєму полі таро на схилах вулкану Камерун, 2005 рік

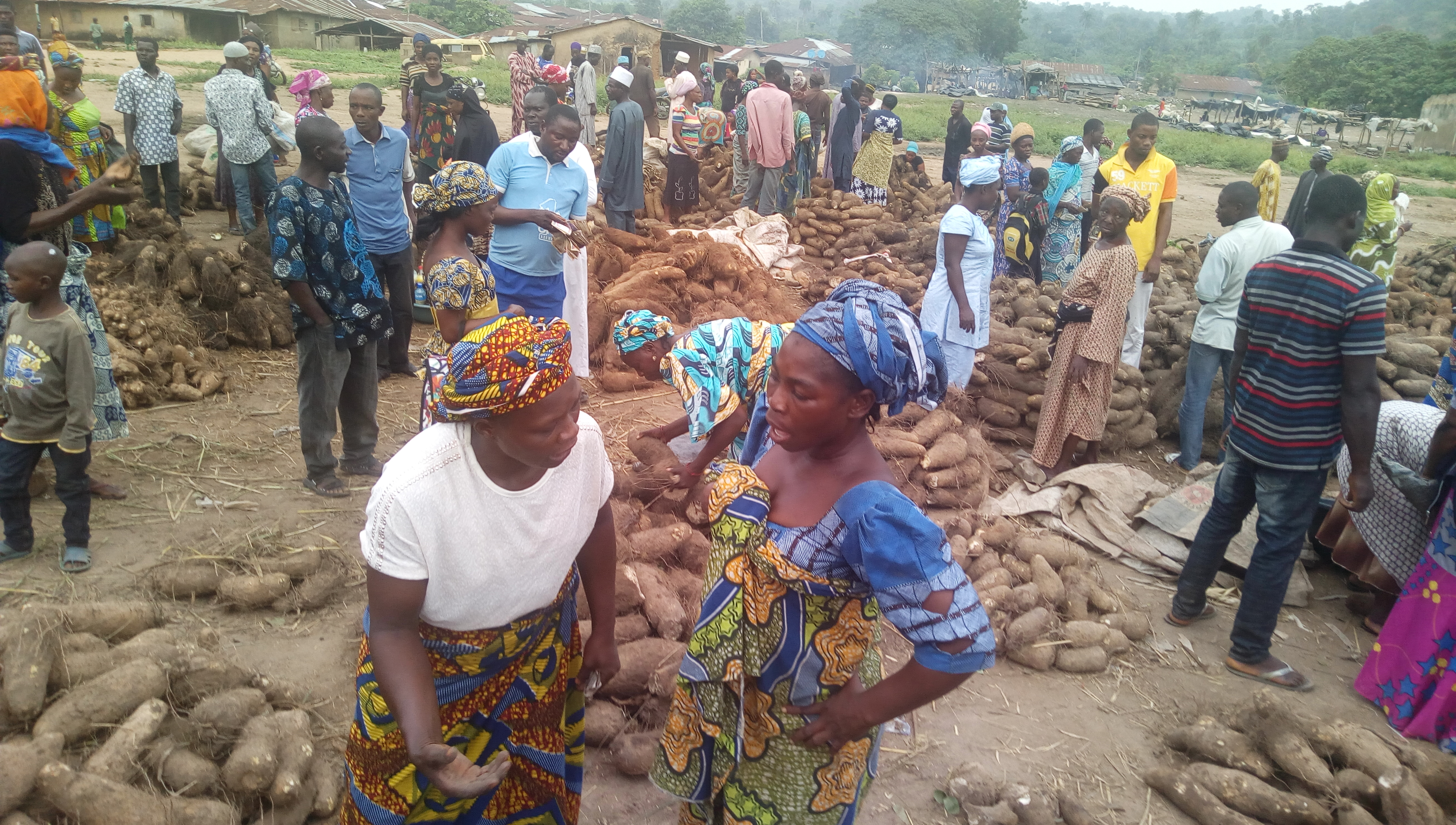
Фермери, які ведуть натуральне господарство, продають свою продукцію, 2017 рік

Натуральне сільське господарство передбачає, що фермери вирощують зернові культури на невеликих присадибних ділянках для задоволення потреб себе та своїх сімей. Фермери, які ведуть натуральне господарство, орієнтуються на виробництво продукції для виживання та переважно для місцевих потреб. Рішення про посадку приймаються головним чином з огляду на те, що буде потрібно сім’ї протягом наступного року, і лише в другу чергу – з огляду на ринкові ціни. Тоні Уотерс, професор соціології, визначає «натуральних селян» як «людей, які вирощують те, що вони їдять, будують власні будинки та живуть без регулярних покупок на ринку»:2.
Попри самозабезпечення у натуральному господарстві, більшість натуральних фермерів також певною мірою беруть участь у торгівлі. Хоча їхній обсяг торгівлі, виміряний готівкою, менший, ніж у споживачів у країнах із сучасними складними ринками, вони використовують ці ринки переважно для отримання товарів, а не для отримання доходів. Товари, як правило, не потрібні для виживання і можуть включати цукор, залізні покрівельні листи, велосипеди, вживаний одяг і так далі. Багато фермерів мають важливі торгові контакти та товари, які вони можуть виробляти завдяки своїм особливим навичкам або особливому доступу до ресурсів, які цінуються на ринку.
Натуральне господарство сьогодні найбільш поширене в країнах, що розвиваються. Натуральне сільське господарство загалом характеризується: невеликими потребами в капіталі/фінансах, змішаним землеробством, обмеженим використанням агрохімікатів (наприклад, пестицидів і добрив), традиційними сортами сільськогосподарських культур і тварин, незначним надлишковим урожаєм для продажу або його відсутністю, використанням примітивних/традиційних інструментів (наприклад, мотик, мачете та сабель), головним чином виробництвом сільськогосподарських культур, невеликими розкиданими земельними ділянками, використанням некваліфікованої праці (часто членів сім’ї) та (загалом) низькими врожаями.

## Історія
Натуральне сільське господарство донедавна було панівним способом виробництва у світі, до того, як ринковий капіталізм набув широкого поширення.
Натуральне сільське господарство в основному зникло в Європі на початку XX століття. Воно почало зменшуватися в Північній Америці з переміщенням пайовиків і фермерів-орендарів з американського Півдня і Середнього Заходу протягом 1930-х і 1940-х років. У Центральній та Східній Європі напівнатуральне сільське господарство знову з’явилося в перехідній економіці після 1990 року, але зменшилося (або зникло) у більшості країн після вступу до ЄС у 2004 або 2007 роках.

## Сучасність
Натуральне господарство розповсюджене сьогодні у значних частинах сільської Африки, і в частині Азії та Латинської Америки. У 2015 році близько 2 мільярдів людей (понад 25% населення світу) у 500 мільйонах домогосподарств, які проживають у сільській місцевості країн, що розвиваються, виживають як дрібні фермери, обробляючи менш як 2 гектари землі. Близько 98% фермерів Китаю працюють на невеликих фермах, і на Китай припадає приблизно половина ферм у світі. В Індії 80% усіх фермерів є дрібними фермерами; Ефіопія та Азія мають майже 90% малих; у той час як Мексика та Бразилія зафіксували 50% і 20% малих.
Області, де сьогодні в основному практикують натуральне господарство, такі як Індія та інші регіони Азії, останнім часом відходять від нього. Це пов’язано з такими процесами, як урбанізація, перетворення земель у сільські райони та інтеграція капіталістичних форм господарства. В Індії посилення індустріалізації та зменшення сільського господарства призвело до безробіття в сільській місцевості та зростання бідності серед нижчих каст. Ті, хто може жити та працювати в урбанізованих районах, можуть збільшити свій дохід, тоді як ті, хто залишився в сільській місцевості, отримують значно менший дохід, тому значного зниження рівня бідності не відбулося. Це фактично збільшує різницю в доходах між нижчими та вищими кастами та ускладнює для мешканців сільської місцевості просування в кастовому рейтингу. Ця епоха ознаменувала собою час збільшення кількості самогубств фермерів і «зникаюче село».

### Адаптація до глобального потепління
Натуральне сільське господарство здебільшого практикується в країнах, що розвиваються, розташованих у тропічному кліматі. Вплив кліматичних змін на рослинництво більш інтенсивний у цих регіонах, оскільки екстремальні температури пов’язані зі зниженням урожайності. Фермери змушені реагувати на підвищення температури збільшенням площі землі та працею, що загрожує довгостроковій продуктивності. Заходи у відповідь на мінливий клімат зі сторони фермерів також можуть включати зменшення щоденного споживання їжі та продаж худоби, щоб компенсувати зниження продуктивності. У свою чергу це часто загрожує майбутньому домашніх господарств у наступних сезонах, оскільки багато фермерів продаватимуть тяглових тварин, які використовуються для праці, а також споживатимуть насіння, збережене для посіву. Виміряти повний масштаб майбутніх впливів зміни клімату важко, оскільки дрібні ферми є складними системами з багатьма різними взаємодіями. У різних місцях доступні різні стратегії адаптації, наприклад заміна сільськогосподарських культур і худоби. Темпи виробництва зернових культур, таких як пшениця, овес і кукурудза, знижуються в основному через вплив спеки на родючість культур. Це змусило багатьох фермерів перейти на стійкіші до спеки культури, щоб зберегти рівень продуктивності. Заміна культур жаростійкими альтернативами обмежує загальне різноманіття культур, які вирощуються на дрібних фермах. Оскільки багато фермерів займаються сільським господарством, щоб задовольнити щоденні потреби в їжі, це може негативно вплинути на харчування та дієту багатьох сімей, які займаються натуральним сільським господарством.
Наявність води відіграє вирішальну роль у визначенні продуктивності натурального сільського господарства, особливо в посушливих регіонах. Землеробство, яке потребує дощу, поширене в багатьох регіонах, покладається лише на природні опади. Через це землеробство в посушливих районах особливо вразливе до наслідків зміни клімату в регіонах, де погодні умови вже дуже непостійні. doi:10.3390/atmos11121287

## Види натурального господарства

### Перехідне сільське господарство
При цьому типі землеробства ділянку лісу розчищають шляхом поєднання вирубки (вирубування) і спалювання і вирощують сільськогосподарські культури. Через два-три роки родючість ґрунту починає знижуватися, землю покидають, і фермер переходить, щоб розчистити свіжу ділянку землі в іншому місці лісу, оскільки процес триває. Покинута земля не обробляється, на ній виростає ліс, відновлюється родючість ґрунту та біомаса. Через десяток і більше років фермер може повернутися на першу ділянку землі. Ця форма сільського господарства є стійкою при низькій щільності населення, але більша кількість населення вимагає більш частого розчищення ділянок землі, що перешкоджає відновленню родючості ґрунту, розкриває більшу частину лісового покрову та заохочує до росту чагарник, а не великі дерева, що зрештою призводить до знеліснення і деградації земель. Перехідне вирощування називається дред в Індії, ладанг в Індонезії та джуммінг у північно-східній Індії.

### Осіле землеробство
У той час як підсічно-вогнева техніка ведення натурального сільського господарства може описуватися метод відкриття нових земель, фермери, що практикують осіле землеробство, мають менші поля, іноді просто сади, поблизу садиби, де вони практикують інтенсивну техніку «без пересадки». Ці фермери можуть використовувати підсічно-вогневу техніку, щоб очистити додаткові землі та (шляхом спалювання) забезпечити добриво (золу). На такі городи біля присадибної ділянки часто регулярно потрапляє побутове сміття. Гній будь-яких домашніх курей або кіз спочатку кидають у компостні купи, потім регулярно вносять його на свої невеликі поля. Вони також можуть зрошувати частину таких полів, якщо поблизу є джерела води.
В деяких районах тропічної Африки такими невеликими полями можуть бути поля, де зернові культури вирощують на грядках. Таким чином, фермери, які практикують підсічно-вогневе землеробство, часто є набагато більш досвідченими землеробами, ніж передбачає термін підсічно-вогневі фермери.

### Кочове скотарство
Цей тип сільського господарства характеризується тим, що люди мігрують разом зі своїми тваринами з одного місця на інше в пошуках корму для своїх тварин. Як правило, вони розводять велику рогату худобу (корів), овець, кіз, верблюдів та/або яків для отримання молока, шкіри, м’яса та вовни. Такий спосіб життя поширений у деяких частинах Центральної та Західної Азії, Індії, Східної та Південно-Західної Африки та Північної Євразії. Прикладами є кочові бхотії та гуджари Гімалаїв. Вони перевозять свої речі, наприклад намети тощо, на спинах ослів, коней і верблюдів. У гірських районах, таких як Тибет і Анди, розводять яків і лам. Північний олень є худобою в арктичних і субарктичних районах. Поширеними тваринами у кочовому скотарстві є вівці, кози та верблюди, велика рогата худоба та коні.

### Інтенсивне натуральне господарство
У інтенсивному натуральному сільському господарстві фермер обробляє невелику ділянку землі, використовуючи прості знаряддя праці. Клімат з великою кількістю сонячних днів і родючими ґрунтами дозволяє вирощувати більше однієї культури на рік на одній ділянці. Фермери використовують свої невеликі земельні наділи, щоб виробляти достатньо для місцевого споживання, а решта продукції використовується для обміну на інші товари. Це призводить до того, що на гектар виробляється набагато більше їжі порівняно з іншими моделями існування. У найбільш інтенсивній ситуації фермери можуть навіть створювати тераси вздовж крутих схилів пагорбів для вирощування рисових полів. Такі тераси є в густонаселених частинах Азії, наприклад, на Філіппінах. Вони також можуть удобрюватися з використанням гною, штучного зрошення та відходів тваринництва як добрива. Інтенсивне натуральне господарство поширене в густонаселених районах мусонних регіонів південної, південно-західної та південно-східної Азії.

## Подолання бідності
Натуральне сільське господарство може бути використано як стратегія подолання бідності, зокрема як мережа безпеки від шокових цін на продовольство та для продовольчої безпеки. Бідні країни обмежені у фіскальних та інституційних ресурсах, які дозволили б їм стримувати зростання внутрішніх цін, а також керувати програмами соціальної допомоги, часто через те, що вони використовують політичні інструменти, призначені для країн із середнім і високим доходом. Країни з низьким рівнем доходу, як правило, мають населення, у якому 80% бідних проживають у сільській місцевості. Понад 90% сільських домогосподарств мають доступ до землі, але більшість із цих бідних не мають достатнього доступу до їжі. Натуральне сільське господарство може використовуватися в країнах з низьким рівнем доходу як частина політичних заходів у відповідь на продовольчу кризу в короткостроковій та середньостроковій перспективі та забезпечити мережу безпеки для бідних у цих країнах.
Сільське господарство є більш успішним, ніж несільськогосподарські робочі місця в боротьбі з бідністю в країнах з великою популяцією населення без освіти або без потрібної кваліфікації. Однак існують рівні бідності, про які слід знати, щоб націлити сільське господарство на правильний шлях. Сільське господарство краще зменшує бідність серед тих, хто має дохід 1 долар на день, ніж тих, хто має дохід 2 долари на день в Африці. Люди, які мають менший дохід, швидше за все, будуть погано освіченими та матимуть менше можливостей; тому вони працюють на більш трудомістких роботах, таких як сільське господарство. Люди, які заробляють 2 долари, мають більше можливостей працювати на менш трудомістких роботах у несільськогосподарських сферах.